# Inspeção periódica obrigatória
Inspecção Periódica Obrigatória (IPO), em Portugal é uma acção periódica de verificação das condições de segurança dos veículos automóveis, seus reboques ou semi-reboques com matrícula portuguesa. A obrigatoriedade decorre da aplicação do artigo 116º do Código da Estrada, sendo da responsabilidade do proprietário submeter atempadamente o veículo a inspecção e do condutor de verificar se o veículo que vai conduzir tem inspecção válida.
A IPO é efectuada em locais próprios, designados CITV - centros de inspecção técnica de veículos - que são propriedade de entidades gestoras com contratos celebrados com o Instituto da Mobilidade e dos Transportes (IMT) e supervisionadas pela Autoridade da Mobilidade e dos Transportes (AMT) sendo por lei cada centro de inspecções acreditado obrigatoriamente pelo Instituto Português de Acreditação (IPAC) nos termos do Decreto-Lei nº 26/2013 de 19 de Fevereiro que alterou a Lei nº 11/2011 de 26 de Abril.
A inspecção periódica obrigatória é efectuada por inspectores com formação aprovada pelo IMT. 
Os inspectores são titulares da correspondente licença emitida pelo IMT.
A periodicidade da inspecção varia em função da categoria e tipo de veículo e realiza-se no mês da primeira matrícula até ao dia correspondente ao da data da primeira matrícula, podendo ser antecipada até três meses a contar desta data. No final da inspecção é emitido um certificado de inspecção, com o resultado final, a identificação das deficiências encontradas, a data e hora, a identificação do veículo, do centro onde foi realizada e do inspector.
A IPO tem sempre um resultado final de Aprovado ou Reprovado. 
Nos casos de Aprovado o certificado é de côr verde. Nos casos de Reprovado é emitido um certificado de côr vermelha com validade para permitir a circulação e a reparação das deficiências assinaladas. Consoante as deficiências encontradas, os veículos reprovados podem ficar restringidos de circular com passageiros e/ou carga até serem Aprovados. Nas deficiências mais graves, podem ainda ficar restritos a circular no percurso até ao local de reparação.
As inspecções periódicas obrigatórias são efectuadas em CITV das categorias A e B. 
Nos CITV da categoria B são efectuadas também inspecções extraordinárias que se destinam a identificar ou a confirmar ocasionalmente as condições de segurança dos veículos em consequência da alteração das suas características, por acidente ou outras causas, cujos elementos do quadro e ou direcção, da suspensão ou da travagem tenham sido afetados.
Inspecções facultativas também podem ser efectuadas nos CITV. São em tudo idênticas a uma IPO, ou uma inspecção extraordinária, à excepção da emissão final de certificado. Em lugar deste é emitido um relatório com as mesmas características de um certificado de inspecção excluindo-se apenas o resultado de Aprovado ou Reprovado. 
Na inspecção facultativa o veículo não fica aprovado nem reprovado.
Prevalece sempre o resultado da inspecção já existente e em caso de serem encontradas deficiências graves o veículo não fica impossibilitado de transportar passageiros ou carga.
Nos CITV também são efectuadas inspecções para atribuição de nova matrícula. São inspecções que têm por objectivo a identificação de veículos anteriormente matriculados em Portugal ou noutro país, a verificação das respectivas características e eventualmente a confirmação das suas condições de funcionamento e de segurança.

## Periodicidade
| Veículos | Periodicidade |
| --- | --- |
| 1 - Automóveis pesados de passageiros (M2 e M3). | Um ano após a data da primeira matrícula e, em seguida, anualmente, até perfazerem sete anos; no 8.º ano e seguintes, semestralmente. |
| 2 - Automóveis pesados de mercadorias (N2 e N3). | Um ano após a data da primeira matrícula e, em seguida, anualmente.                                                                   |
| 3.1 - Reboques e semirreboques com peso bruto igual ou superior a 750 Kg e não superior a 3500 Kg, com exceção dos reboques agrícolas (O2). *** | Dois anos após a data da primeira matrícula e, em seguida, anualmente.                                                                |
| 3.2 - Reboques e semirreboques com peso bruto superior a 3500 Kg, com exceção dos reboques agrícolas (O3 e O4). | Um ano após a data da primeira matrícula e, em seguida, anualmente.                                                                   |
| 4 - Automóveis ligeiros licenciados para transporte público de passageiros e ambulâncias. | Um ano após a data da primeira matrícula e, em seguida, anualmente, até perfazerem sete anos; no 8.º ano e seguintes, semestralmente. |
| 5 - Automóveis ligeiros de mercadorias (N1). | Dois anos após a data da primeira matrícula e, em seguida, anualmente.                                                                |
| 6 - Automóveis ligeiros de passageiros (M1). | Quatro anos após a data da primeira matrícula e, em seguida, de dois em dois anos, até perfazerem oito anos, e, depois, anualmente.   |
| 7 - Automóveis utilizados no transporte escolar e automóveis ligeiros licenciados para a instrução. | Um ano após a data da primeira matrícula e, em seguida, anualmente, até perfazerem sete anos; no 8.º ano e seguintes, semestralmente. |
| 8 – Tratores de rodas (T5), com exceção dos tratores agrícolas, utilizados principalmente na via pública, para efeitos de transporte rodoviário comercial de mercadorias, com velocidade máxima de projeto superior a 40Km/h.                      | Quatro anos após a data da primeira matrícula e, de seguida, de dois em dois anos.                                                    |
| 9 - Reboques e semirreboques com peso bruto igual ou superior a 750 kg e não superior a 3500kg utilizados por associações humanitárias e corpos de bombeiros.                                                                                      | Dois anos após a data da primeira matrícula, e em seguida, de dois em dois anos, até perfazerem oito anos e, depois, anualmente.      |
| 9.1 — Reboques e semirreboques com peso bruto igual ou superior a 750 kg e não superior a 3500kg, que raramente utilizam a via pública, designadamente os destinados a transporte de material de circo ou de feira, conforme reconhecido pelo IMT. | Dois anos após a data da primeira matrícula, e em seguida, de dois em dois anos.                                                      |
| 10 - Motociclos (L3e e L4e), com cilindrada superior a 250 cm3. *** | Quatro anos após a data da primeira matrícula e, em seguida, de dois em dois anos, até perfazerem oito anos, e, depois, anualmente.   |
| 11 - Triciclos (L5e), com cilindrada superior a 250 cm3. *** | Quatro anos após a data da primeira matrícula e, em seguida, de dois em dois anos, até perfazerem oito anos, e, depois, anualmente.   |
| 12 - Quadriciclos (L6e e L7e), com cilindrada superior a 250 cm3. *** | Quatro anos após a data da primeira matrícula e, em seguida, de dois em dois anos, até perfazerem oito anos, e, depois, anualmente.   |

Nota. - No caso de dúvidas em integrar um veículo num dos grupos indicados no presente anexo, aplica-se a classificação europeia identificada entre parênteses.
*** A calendarização das inspeções periódicas aos motociclos, triciclos e quadriciclos, bem como reboques e semirreboques referidos no n.º 3.1 é aprovada por portaria do membro do Governo responsável pela área dos transportes; A obrigatoriedade de inspeções periódicas a motociclos, triciclos e quadriciclos, bem como reboques e semirreboques referidos no n.º 3.1 só produz efeitos a partir da publicação da portaria acima referida.